# Pohjois Skietshoaivi
Pohjois Skietshoaivi är ett berg i Finland.   Det ligger i den ekonomiska regionen Norra Lappland och landskapet Lappland, i den norra delen av landet, 1 000 km norr om huvudstaden Helsingfors. Toppen på Pohjois Skietshoaivi är 370 meter över havet.
Terrängen runt Pohjois Skietshoaivi är huvudsakligen platt, men den allra närmaste omgivningen är kuperad.  Trakten runt Pohjois Skietshoaivi är nära nog obefolkad, med mindre än två invånare per kvadratkilometer. Det finns inga samhällen i närheten. Omgivningarna runt Pohjois Skietshoaivi är i huvudsak ett öppet busklandskap.